# Arad, Israel
Arad, sau  'Arad (în ebraică ערד; în arabă عِرَادَ), este un oraș situat în partea de sud-est a Israelului, în nordul Deșertului Neghev, la 25 km vest de Marea Moartă și 45 km est de orașul Beer Șeva. În apropierea lui se află muntele cu cetatea Masada (Metzada), iar la 8 km distanță, ruinele orașului biblic Tel Arad, de unde provine și numele orașului Arad.
Fondat în anul 1962 de către un grup de evrei din Israel, majoritatea foști kibuțnici și moșavnici, populația orașului a numărat 23.500 de locuitori în 2004, iar în 2020 26.756. La ceremonia de întemeiere a localității a luat parte și David Ben-Gurion, primul-ministru al Israelului la data respectivă și care vedea în acest eveniment un nou pas în calea dezvoltării regiunii Neghevului. Aradul a obținut statutul de oraș în anul 1995.

## Poziția geografică și suprafața
Arad are suprafață municipală de 12.000 hectare, de mai multe ori mai mare decât aria propriu zisă a orașului  El este localizat în cea mai mare parte pe versanții de vest și sud-vest ai lanțului de munți Kidod și în Câmpia Arad.  incluzând - în partea de vest - ruinele Tel Aradului și Parcul Arad, care marchează capătul de sud-vest al Deșertului Iudeei. În partea de sud există o zonă industrială.
Orașul se află la 23 km vest de capătul de sud al Mării Moarte, iar pe autostrăzi, la 45 km est de Beer Sheva, 111 km sud de Ierusalim, 138 km sud-est  de Tel Aviv, de asemenea, la 219 km nord de Eilat.
Orașul are spre sud și o pistă de aterizare comercială.
Arad se învecinează cu ariile consiliilor regionale Tamar și Abu Basma. iar cel mai apropiat oraș vecin este localitatea beduină Kuseife.

## Istorie

### Antichitate și evul mediu
Orasul își trage numele de la localitatea Arad din Canaanul biblic, amintită în Cartea Numeri 21,1
„וַיִּשְׁמַע הַכְּנַעֲנִי מֶלֶךְ-עֲרָד, יֹשֵׁב הַנֶּגֶב”
„ Auzind însă regele canaanean din Arad, care locuia la miazăzi...”
.
La 8 kilometri vest de orașul actual au fost descoperite ruine antice, Tel Arad, provenind de la o așezare canaaneană de acum 5,000 ani și una din epoca israelită de acum circa 3,000 ani. Arad este menționat și în Cartea Judecătorilor 1,16, ca fiind o fortăreață canaaneană al cărei rege îi împiedica pe israeliți să înainteze dinspre Neghev către Munții Iudeei. Tel Aradul găsit de arheologi, s-a dovedit ca fiind distrus cam cu 1.200 ani înaintea venirii israeliților. Totuși, cronicile din vremea faraonului Shoshenq I par să menționeze existența unei localități în zonă.  În epoca bronzului localitatea antică se întindea pe o arie de circa 10 hectare și era împrejmuită de un zid fortificat lung de 1.200 metri. Arad este unul din cele mai vechi orașe de pe teritoriul Țării Israelului care a avut străzi planificate, edificii publice și de guvernământ și înconjurat de ziduri.
După o abandonare de câteva secole, localitatea a fost reașezată cu israeliti. începând cu secolul al XI-lea î.e.n.. Inițial a fost locuit pe o bucată de pământ neînconjurată de ziduri, în timp ce pe o colină s-a construit un sanctuar. Ulterior, așezarea a devenit un oraș-garnizoană cunoscut ca Citadela. Se crede că citadela și sanctuarul au fost zidite în perioada regilor David și Solomon.
În sanctuar au fost descoperite relicve din vremea Regatului Iuda, până la cucerirea babiloniană, care reflectă aducerea de ofrande în ulei, vin, grâu etc.   
Sub regii iudei citadela a fost periodic reîntărită, remodelată și reconstruită, până ce a fost distrusă în timpul asediului Ierusalimului de către  regele Babilonului, Nabucodonosor al II-lea între 597-577 î.e.n.
Totuși, în timpul dominației persane, a Regatului iudeu al Hasmoneilor, apoi, în epoca romană și în epocile musulmane timpurii, localnici au continuat să aducă ofrande pe sanctuarul de pe colină. Până în ziua de astăzi s-au păstrat semne ale acestor ritualuri israelite antice, întregul sit arheologic fiind acoperit de ostraka sparte.  
În epoca bizantină locul a fost identificat de către Eusebiu din Cezareea, iar numele Arad a fost prezervat ulterior de către beduinii arabi.
Arad a devenit o episcopie creștină. Unul din episcopii săi, Ștefan, a semnat în anul 518 o scrisoare sinodală a patriarhului Ioan al III-lea al Ierusalimului împotriva lui Sever din Antiohia și a participat la sinodul din 536 al provinciilor romane „Palaestina Prima”, „Palaestina Secunda” și „Palaestina Salutaris” (de care ținea Aradul) organizat împotriva patriarhului Constantinopolului, Antim I.
Arad nu mai este de mult episcopie rezidențială, și figurează doar ca episcopie titulară (cu numele) pe lista Bisericii romano-catolice.

### Perioada mandatului britanic
La 23 februarie 1921 a avut loc prima încercare de așezare la Arad a unui grup de evrei, numit Ahava (Frăția) , o parte din ei fiind veterani ai Legiunii evreiești din armata britanică.
Era vorba de 9 bărbați și două femei care însă au fost nevoiți să părăsească locul din cauza lipsei de apă.

### În Statul Israel

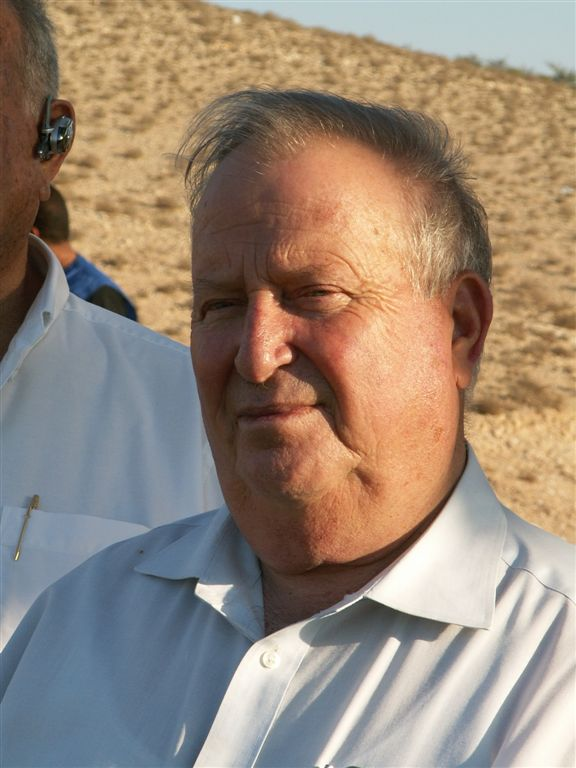
Avraham "Baiga" Shohat, cel dintâi primar ales al Aradului

La 15 noiembrie 1960 guvernul israelian a însărcinat un comitet în frunte cu Arie Eliav să examineze posibilitatea înființării unei așezări în nord-estul deșertului Neghev și în zona Arad. la 31 ianuarie 1961 comitetul a ales definitiv locul pentru întemeierea noului oraș - la 3.5 km sud-vest de muntele Kidod, și a detaliat căile lui de comunicare și de aprovizionare cu apă. În martie 1961 arhitectul șef al viitorului oraș, Yona Pitelson, a conceput planul unui centru urban prevăzut a fi populat cu 10,000, apoi cu 20,000 locuitori.
Planul a ținut seama de topografie și de climă. S-a prevăzut ca blocurile de locuit să fie zidite astfel încât să protejeze ariile interioare de căldura soarelui și bătaia vânturilor din deșert. Zonele cu densitate urmau să fie concepute astfel încât să dea sentiment urbanic iar distanțele de parcurs să fie scurtate. 
După ce, în apropiere, s-au găsit anumite cantități comerciale de petrol,în iulie 1961 compania de petrol Nefta a înființat în zonă o tabără de lucru, 

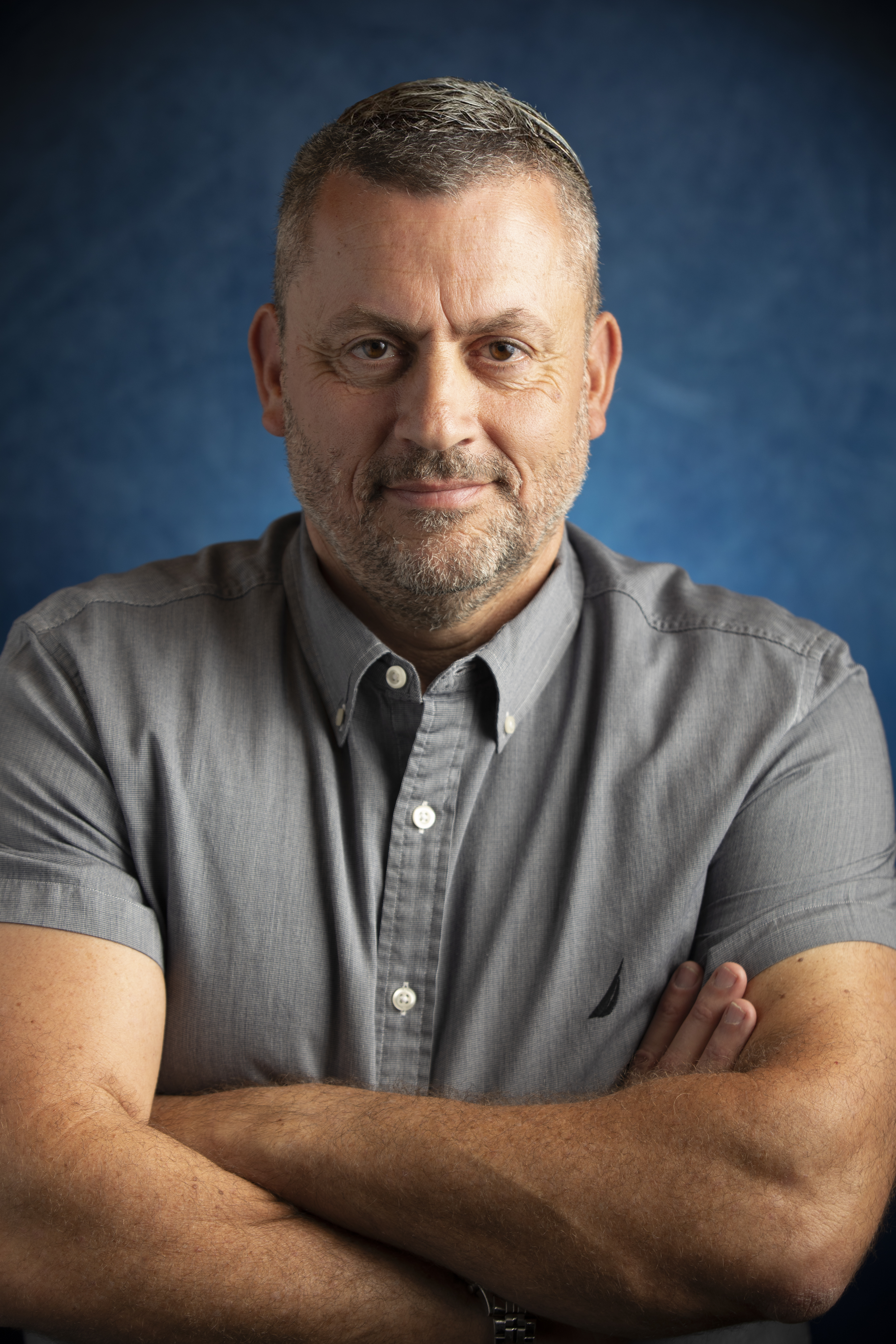
Yair Maayan, actualul primar al Aradului - din 2024

Orașul însuși a fost fondat în mod oficial în 1962 de un grup de tineri, foști membri ai unor kibuțuri și moșavuri, care căutau un mediu urban lipsit de impedimentele orașelor mari (aglomerație, poluare, zgomot, trafic). Ceremonia de inaugurare la care a asistat și premierul Ben Gurion,a avut loc la 21 noiembrie1962.Arad a devenit cel dintâi oraș pre-planificat din Israel.
Între planificatorii orașului s-a numărat și arhitectul Alexander Sher și viitorul primar, inginerul Avraham Baiga Shohat, ginerele viitorului prim ministru al Israelului, Levi Eshkol, care i-a succedat lui Ben- Gurion.
Până in 1964 s-au instalat la Arad circa 160 de familii , majoritatea născute în Israel. După 1971 orasul a integrat imigranți evrei veniți mai ales din Uniunea Sovietică, dar și din țări anglofone și America Latină, populația lui crescând de la 4.000 în 1969 la 10.500 în 1974.În prima jumătate a anilor 1990 orașul a integrat încă circa 6.000 imigranți din fosta Uniune Sovietică.
La 29 iunie 1995 prim ministrul Itzhak Rabin a conferit Aradului statutul de oraș.

### Anii 2000
Accidentul de masă de la Festivalul cântecului a lovit greu imaginea orașului. Guvernele de centru-dreapta de după anul 1977 au favorizat mai puțin alocările bugetare pentru oraș. Între timp s-au așezat aici și numeroși evrei bigoți, precum și un număr de refugiați din Sudan și Eritreea. În urma închiderii unor locuri de muncă a crescut migrația negativă a populației active și a tineretului. Zăcăminte de fosfați descoperite în vecinătate au crescut poluarea cu radon în adăposturi și la parterul caselor.

## Arhitectura
Planificarea orașului s-a realizat după principii de urbanistică modernă și a fost influentat de planificarea orașului Brasilia si de noi idei și experimente ale arhitecților orașului și ai cartierelor. Ea a prevazut o dezvoltare gradată, separarea după criterii utilitare, separarea între circulația pietonală și cea a vehicolelor,    
Planul a inclus un nucleu central de 6 cartiere, fiecare din ele fiind destinat domicilierii a câte 5000 locuitori.În fiecare cartier s-a păstrat un spațiu pentru clădiri publice, iar între cartiere s-a planificat un centru urban principal de afaceri.
În afara zonei rezidențiale, în jurul joncțiunii și al șoselei regionale s-a prevăzut spații industriale și comerciale, care urmau să se bazeze pe circulația rutieră locală. Zona hotelieră era prevazută în estul orașului, la capătul lanțului muntos, în fața peisajului depresiunii Mării Moarte, al Munților Edom și Moav, și fusese destinată tuturor genurilor de turism, inclusiv turism medical pentru bolnavii de astm și de alte afecțiuni respiratorii.
Transporturile au fost planificate după moda urbanistică din anii 1960 care prevedea separarea completă a circulației pietonale și a vehicolelor. Cea din urmă a fost deplasată în șosele externe în jurul cartierelor rezidențiale, în timp ce, în centrul cartierelor au fost planificate căi largi pentru pietoni care să lege diversele spatii din cartiere și între acestea și clădirile publice și centrul orașului.
În mijlocul anilor 1960 a început proiectul unor zone de locuinte,care includea case particulare individuale  familiale, prototip pentru cartierele de tip „zidește-ți casa” de la sfârșitul anilor 1970.  
Arhitectul Yoad Lerman a criticat planificarea modernistă a orașului care separă diversele utilizări ale spațiilor  precum și miscarea pietonilor de cea a masinilor, remarcând că ea pune piedici accesului dintre cartiere, încurajează dependența de masinile private și barează intensitatea vietii urbane necesară pentru dezvoltarea economiei și comerțului.

### Aspecte structurale
După prevederile planului orașului fațadele clădirilor trebuie să includă un strat de cel puțin 60% de piatră locală, ceea ce creează un aspect de unitate între diversele edificii din oras și le asociază și cu mediul din jur. 
Între experimentele interesante în arhitectura caselor de locuit, se poate menționa grupul de „case cu patio” din centrul vechiului cartier Yaalim, unde fiecare unitate de locuit este prevazută cu o largă curte interioară. în caz de nevoie, curtea se poate închide și transforma într-o extindere a locuinței.

## Relieful

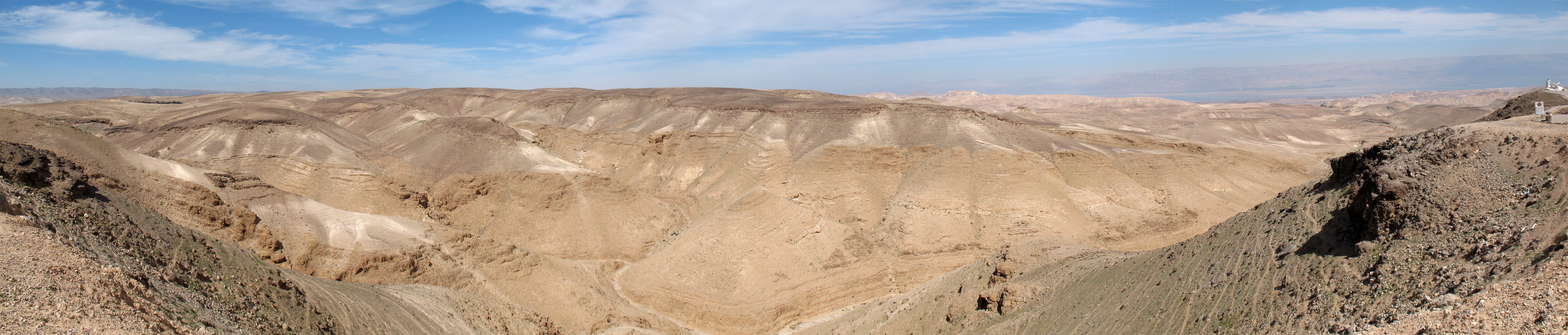
Pârâul Kidod (Wadi Kadada)

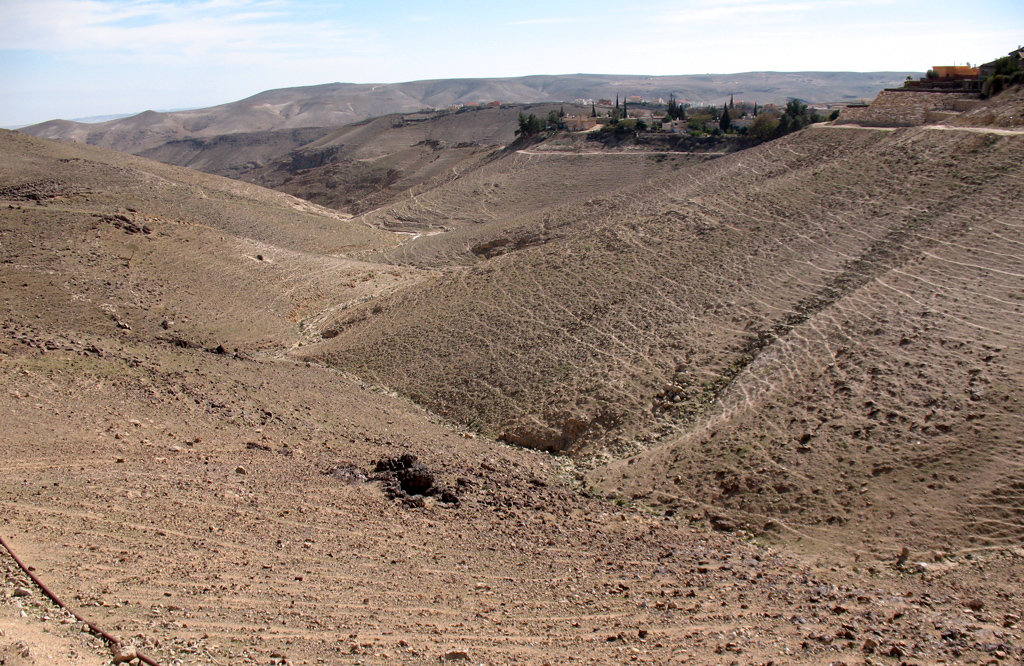
Pârâul Pra'im

Solul părții de vest a Aradului este constituită din loess, în timp ce partea de est - din roca sedimentara, inclusiv calcar, cremene și dolomit. 
Altitudinea culmilor de deal la Arad este in medie de 631 metri, marcându-se mai ales Muntele Kidod sau Ras-al Kadade (600 m), aflat în nord-estul orașului, Muntele Kina (635m) si Muntele Brir (537 m).
Prin localitate trec câteva pâraie sau wadi, cel mai însemnate fiind Yeelim (de-a lungul autostrăzii 31) și Tzeelim. Altele sunt Hesed, Keisan, Kidod, Kina, Malhata, Pra'im, Tavya etc.

## Clima
Între 1964-1974 temperatura medie la Arad în ianuarie a fost 11 °C, iar în iulie 27°C. În 1960-1990 cantitatea anuală de precipitații a fost   150 mm. Prin urmare Arad se afla într-o zonă aridă, în care cad precipitații mai ales în lunile de iarnă: decembrie, ianuarie ;i februarie. Ninge rareori. De două ori, în iarna 1991-1992 și în ianuarie 2008 au avut loc furtuni de zăpadă, cea dintâi masivă.

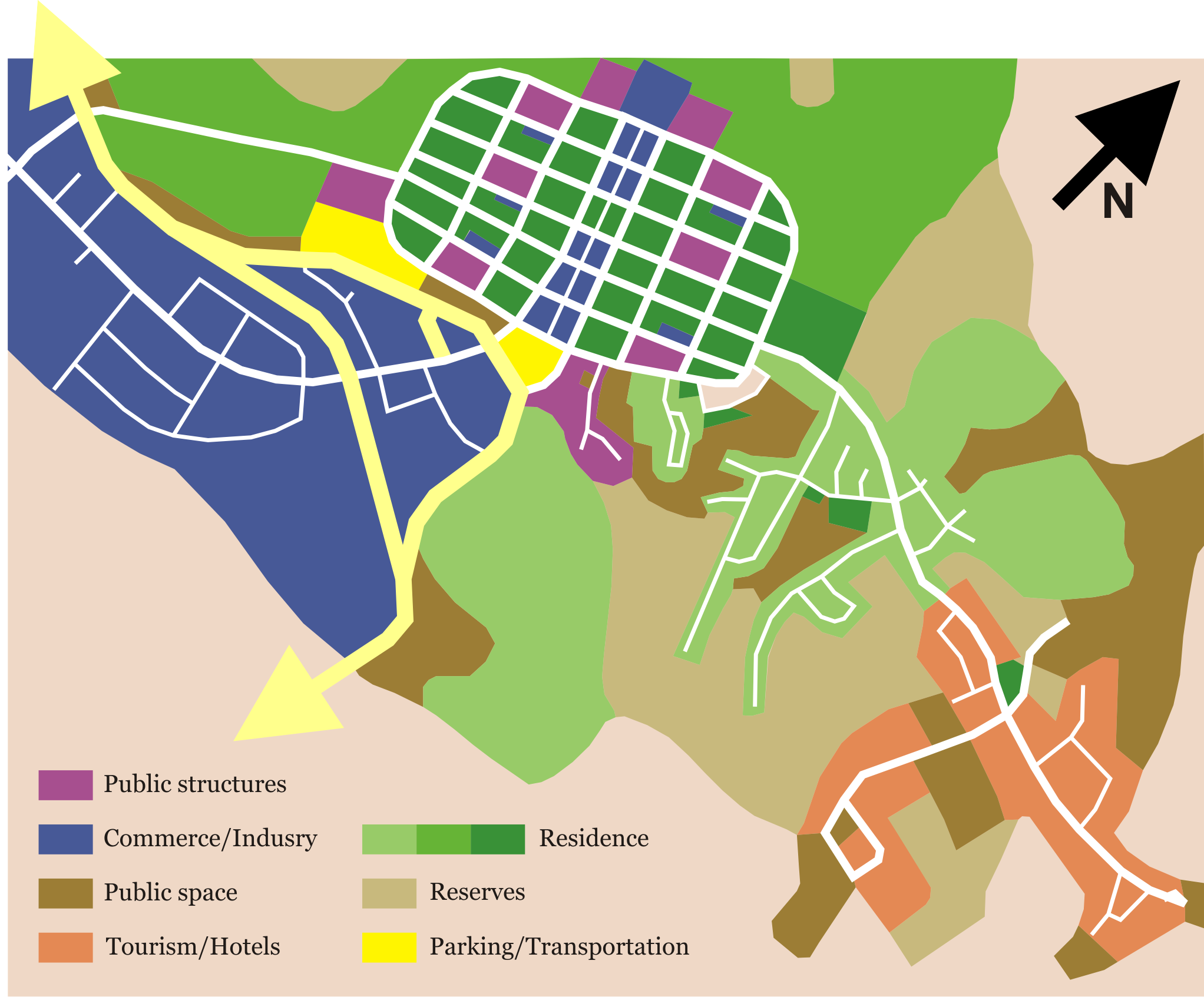
Planul orașului Arad, așa cum a fost proiectat de inițiatorii săi

## Fauna
Zona din jurul Aradului găzduiește mamifere, precum hiena dungată, șacalul auriu, vulpea roșie, gazela comună, porcul spinos din Lumea Veche, damanul de stâncă, iepurele Capului, ariciul de deșert, precum și diverse specii de rozătoare și lilieci.
Pășunatul speciilor domestice este larg răspândit: cămile, capre și ovine.

## Economia
Economia se bazează pe turism, comerț, servicii și pe câteva ramuri industriale.

### Industria
Arad se afla în vecinătatea zonei principale de exploatări de minereuri din Israel  la Marea Moartă, ceea ce a dus la dezvoltarea în oraș a industriei chimice. Din 1971 se produce acid fosforic provenit din Marea Moartă și de asemenea, fosfați, proveniți din cariera Tzefa Ef'a.
În oraș operează următoarele companii industriale:
- Rotem-Amfert Negev Ltd - din cadrul Israel Chemicals Ltd.
- El Ran Timber Industries (de cherestea)
- Unilever Israel Shefa - producătoare de alimente din cereale

În trecut au funcționat în oraș  Arad Textile Industries, producătoare de prosoape (Magavot Arad) etc, care din 2014 si-a transferat productia în străinătate; de asemenea - El Ran de cherestea, Jordael - de produse cosmetice,  A.M.S.  - de produse electronice, fabrici de jucării, de plastic,  Motorola Sud - Israel, întreprindere de telefonie și comunicatii, devenită apoi Flextronics, s-a închis în 2014.
În 2015-2019 s-au înființat cinci întreprinderi de dimensiuni mijlocii.
Zona industrială Arad se află în sud-vestul localității și se întinde pe o arie de 285,4 hectare.  
Lângă oraș s-au găsit gaze naturale care aprovizionează întreprinderile și locuințele.

### Comerțul
Conform planului origina există o arie comercială centrală. De asemenea în nordul zonei comerciale se află Mallul Arad.În majoritatea cartierelor sunt mici magazine, de asemenea, se poate mentiona Edificiul Hakokhav (Steaua) din cartierul Tlalim. În zona industrială, lângă intrarea în oraș, se află supermarketul Mega, de asemenea, Centrul Zim. Un târg al orasului are loc în zilele de luni în zona industriei ușoare.

### Turismul

Sculptura lui Yona Fitelson si Gideon Friedman, care aminteste de un marcaj din domeniul tradițional beduin

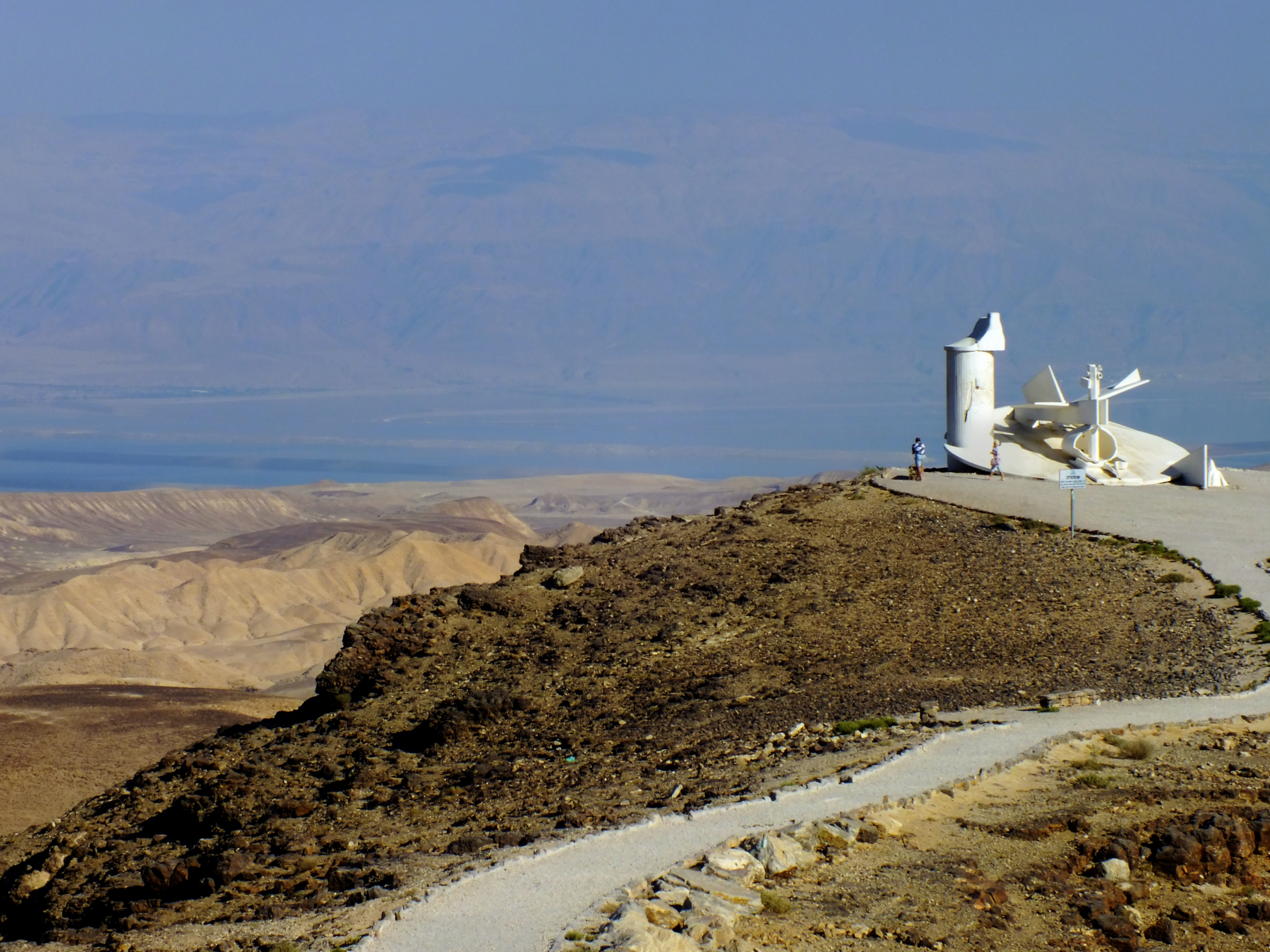
Statuie ecologică de Igal Tomarkin la Mitzpe Moav

Arad atrage turiști iubitori ai deșertului, de asemenea turismul medical pentru astm și alte tulburări respiratorii; a existat aici mulți ani un internat pentru copii astmatici.

## Obiective și atracții turistice
- Tell Arad - parc național
- Masada și muntele Metzada - parc național -  cu spectacole sunet și lumină
- Ein Ghedi
- Marea Moartă
- Munții Neghevului
- Deșertul Iudeei
- Monumentul Mitzpe Moav - la marginea orasului, în apropiere de zona hotelieră, un monument alb sculptat de Igal Tumarkin, cu vedere spre Deșertul Iudeei
- Cărarea Israel (Shvil Israel) - traseu  national, trece prin Arad, prin muntele Kina și prin Tel Arad.

Muntele Zohar (552 m) si punctul de observatia Zohar (Mitzpe Zohar)- aflate în afara ariei oficiale Arad

## Parcuri și zone de agrement
- Parcul Arad sau Parcul Ran - principalul parc public și de picnicuri,  la 8 km vest de centru, are 300 ha.
- Gan Hapsalim (sau Park Hanesharim) - Gradina cu sculpturi  - la intrarea în oraș,
- Gan Hahamisha (Grădina celor Cinci)  - parc memorial - cuprinde un monument in memoria soldatilor si o structura de piatră denumită Amud Habulbusim (Stâlpul cartofilor) creat de Yona Pitelson și marcând locul orașului în deșert potrivit tradiției beduine,
- Parcul de nord - la nord de cartierul Halamish
- Gan Haharpatkaot  - Parcu aventurilor - teren de joc si arie de iarbă în cartierul Rishonim

## Sport
- Cetatea sportului (Kiryat Hasport)  - în cartierul Ayanot, include:

un bazin de înot, terenuri de tenis, un country club si terenuri de joc. 
- Stadionul de fotbal, stadionul echipei Hapoel Arad din Liga Bet
- Turneul de ciclism de munte  - din anul  2000 - în memoria lui Itamar Ilia  - din martie 2008 in cadrul Uniunii Internaționale de Ciclism, gazduit si de localitățile Misgav și [[Maalot\\.

## Cartiere

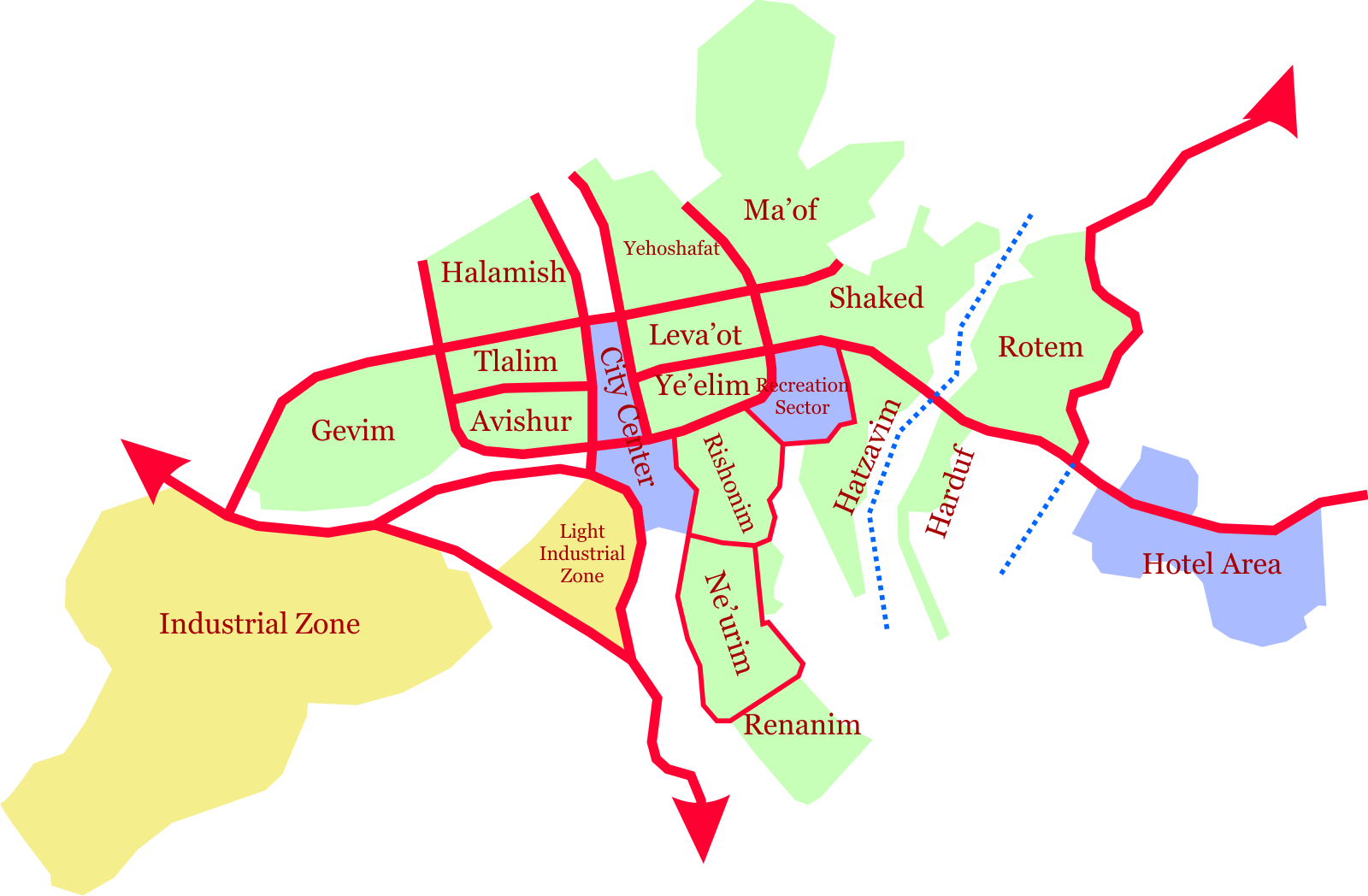

În fiecare cartier de la nord de autostrada 31 străzile sunt denumite după o anumită temă, de pildă nume de pietre prețioase. 
Exceptie fac patru cartiere centrale, unde străzile au denumiri conven'ionale, de asemenea cele dintâi două cartiere ale orasului - Rishonim și Neurim.
La sud de autostrada 31 se află zona industrială.
Cartierele orașului:
| Nume       | Semnificația     | Tema                                |
| ---------- | ---------------- | ----------------------------------- |
| Avishur    |                  |                                     |
| Tlalim     | rouă             |                                     |
| Leva'ot    | Leoaice          |                                     |
| Ye'elim    | Capre sălbatice  |                                     |
| Rehasim    | Lanțuri de munți | Pietre                              |
| Gevim      | Cisterne         | Fluvii                              |
| Halamish   | Cremene          | Fructe                              |
| Yehoshafat |                  | regi antici ai Iudeei si Israelului |
| Rishonim   | Pionieri         |                                     |
| Ne'urim    | Tinerețe         |                                     |
| Renanim    | Bucurii          | Muzică                              |
| Ayanot     | Izvoare          | Izvoare                             |
| Ma'of      | Zbor             | Păsări                              |
| Hatzavim   | Yacinți          | militare                            |
| Harduf     | Oleandru         | Înălțimi                            |
| Shaked     | Migdal           | Plante                              |
| Rotem      | Răchită          | Pietre nestemate                    |

## Demografia

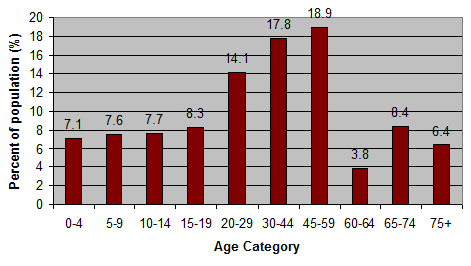
Distribuția populației după vârstă

După datele Oficiului Central de Statistică al Israelului, în 2015 Arad avea 24.400 locuitori:
- - evrei - 80.3%
  - nearabi - 16.8%

după sex:
- - masculin 48.8% - 11.900
  - feminin - 12.500

imigranți de după 1990 - 33.8%  
În 2015 Aradul avea 45% - 10.983  din locuitori salariați, și 2.2% 
529 privați. 11,805 primea stipendii pentru copii, 321 ajutor de șomaj, 1168 supliment de venit.Venitul mediu lunar al unui lucrător privat era 6934 NIS, iar al unui salariat  6988 NIS (bărbați 9008 și femei - 5184) 
În apropiere de Beer Sheva  armata a clădit un oraș al bazelor sale de antrenament care urma să aducă noi locuitori și la Arad.

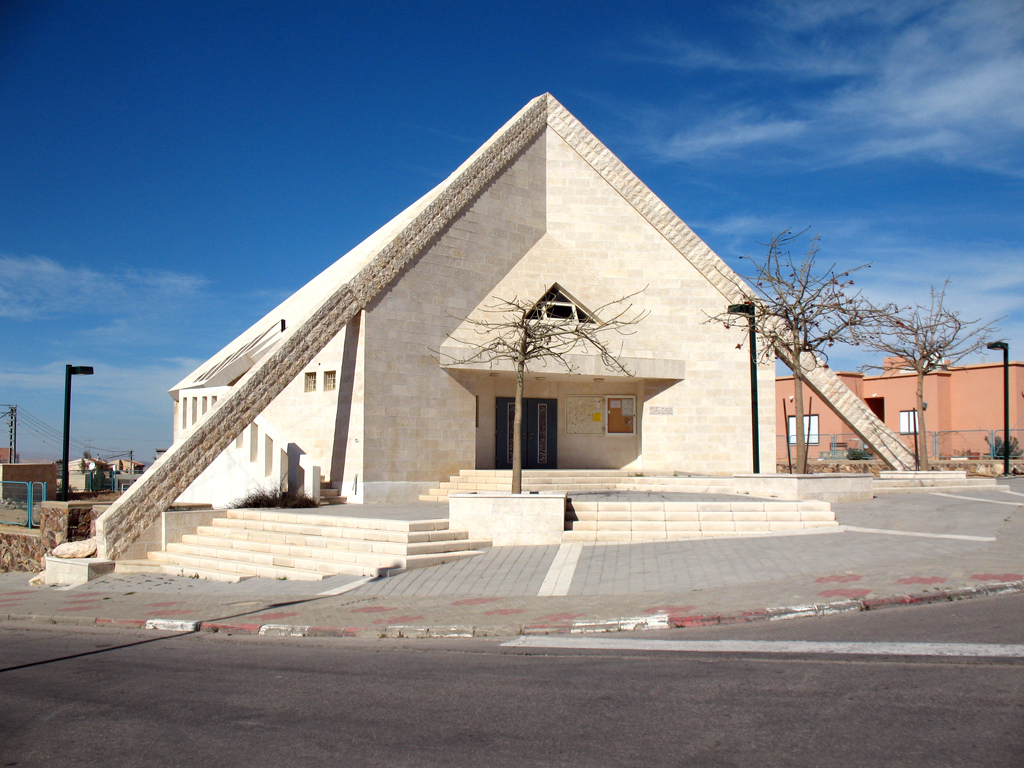
Sinagoga Shaked

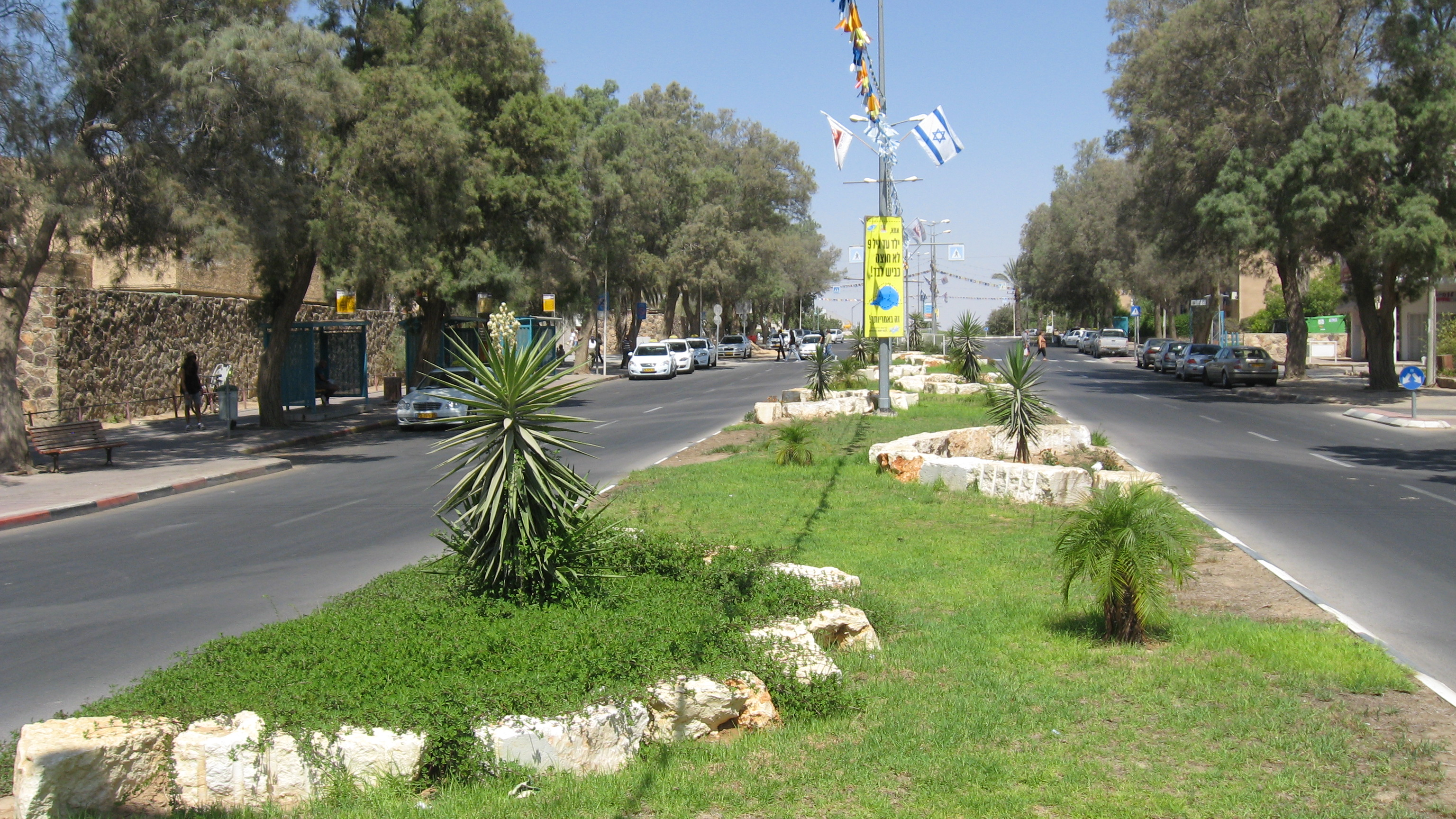
Stradă din Arad

Graficul evoluției populației orașului:
Din primii ani orășelul a integrat noi imigranți evrei, veniți din România și alte state. Ritmul creșterii populatiei și sursele de venit erau departe de obiectivele planificate. 
La sfârșitul anului 1966 trăiau în Arad circa 2.500 locuitori  (în loc de 10.000 prevăzuți) , La sfarsitul anilor 1960  s-a întemeiat un institut special WUJES de învățare a ebraicei, destinat studenților evrei din lume, mai ales din Statele Unite. După 1971 au sosit la Arad noi repatrianți din SUA, Canada, URSS, Africa de Sud și Etiopia, de asemenea câteva familii de israeliti africani din Dimona.
În anii 1980 s-au stabilit aici o comunitate de hasidim Gur, care reprezintă astăzi 20% din locuitori.
În anii 1990 au sosit mii de imigranți din fosta URSS. În câțiva ani jumătate din populatie era formată din noi imigranți.
În 1995 s-au deschis câteva centre noi de integrare a imigranților. În 1995 s-au deschis câteva centre de absorbție  - în cartierele Halamish (care a absorbit imigranti din Etiopia) și lângă cartierul Maof. 
În al doilea deceniu al sec. XXI persoanele imigrate din fosta URSS au devenit o treime din locuitori, hasidimii Gur - 20%, de asemenea o mică comunitate de evrei reîntorși la ultraortodoxia iudaică - mai ales hasidimi Breslav, de asemenea circa 300 de persoane în așteptarea ststulutuli de refugiați, din Sudan și Eritreea. 
În primele decenii populația stabilită la Arad făcea parte din păturile sociale avute. Victoria partidelor de dreapta în alegerile parlamentare din 1977 care a dus la schimbarea ordinii zilei în țară, venirea imigranților din URSS, transferarea multor întreprinderi în Asia de Est, orașul a început să se asemene cu așa numitele așezări de dezvoltare . Preturi ieftine ale locuintelor a atras pe hasidimii Gur,au început conflicte intre populatia laică și cea ultraortodoxă. 
In localitate s-au concentrat si 1300 refugiați și candidați de refugiu care au trecut în Israel din Egipt. Ulterior au rămas 500 dintre aceștia.
După evacuarea așezărilor israeliene din Fâșia Gaza în 2005 guvernul israelian a evacuat si pe locuitorii palestineni din satul Dahaniya, considerati de conaționalii lor drept colaboratori cu Israelul. Ei - în număr de 40 familii - au fost asezați, la început, la Tel Arad, iar ulterior în Hevel Shalom. 
Après l'évacuation par les Israéliens de la Bande de Gaza, en 2005, le gouvernement a également évacué les habitants palestiniens du village de Dahaniya, considérés par les Palestiniens comme des collaborateurs de l'occupation israélienne. Les habitants de Dahaniya ont été installés à Arad.
În 2010 Arad a fost primul oraș din Israel în care a fost ales un primar din rândurile imigranților din fosta URSS: Tali Ploskov din partidul Israel Beytenu.

#### Populația din împrejurimi
Lângă Arad se afla o bază militară de antrenament a Diviziei Nahal.
De asemenea - în jurul Aradului - sunt așezări beduine arabe cu circa 15.000 locuitori (2022) - la Tel Arad, Alfur'a, Ghaza, Al Zaarura, în Bikat Hakanaim și Nahal Yaalim.

## Învățământul
În anul 2001 în Arad funcționau 32 grădinițe de copii, 6 școli elementare:Levaot, Halamish, Yaaelim-Ofarim, Tlalim (religioasă), Avishur, Școala democratică și liceul industrial ORT Arad.
Alt liceu este Re'ut
În anul 2022-2021 71.9% din elevi de clasa a 12-a era eligibili pentru diploma de bacalaureat (față de media pe țară de 75.9%)

## Cultura
Din anul 1982 se organizează în Arad, în fiecare vară, Festivalul Cântecului Ebraic. Deși și-a pierdut din însemnătate în urma unui grav accident din anul 1995, festivalul a transformat orașul pentru o lungă perioadă de timp într-un loc de referință pentru industria muzicală. Localitatea are și un cartier al artiștilor plastici, în care au loc numeroase evenimente culturale.
Uniunea Mondială a Studenților Evrei (WUJS-World Union of Jewish Students), își are sediul în Arad. Sub egida ei se organizează proiecte pentru tineri evrei din întreaga lume.
Instituții culturale:
- Centrul de cultură, tineret si sport Samuel Rubin, construit în 1983 - include Muzeul orașului, Biblioteca publică, un auditoriu si un centru pentru oaspeți, fondat în 1989.
- Cinematograful Oron cu 750 locuri - proiectat de arhitectul Menachem Cohen, a găzduit în trecut serii de spectacole de teatru;

în 1981 a avut loc aici reprezentația ebraică a musicalului Iosif și nemaipomenita lui haină multicoloră de Andrew Lloyd Webber, în interpretarea Grupului de teatru din Arad în colaborare cu Teatrul Kameri din Tel Aviv.  
A fost închis în timpul primarului Moty Brill.
- Centrul de artă contemporană
- Cartierul artiștilor Eshet Lot (Sotia lui Lot), este gazduit de mai multe foste magazii în zona industrială
- Conservatorul de muzică și sala de concerte

### Evenimente culturale
- Festivalul caselor deschise - de sărbătoarea Sukot
- Festivalul cântecului ebraic (Festival hazemer haivri) de la Arad - în fiecare vară - începând din 1982 - era un eveniment major pe plan național până în 1995. La 18 iulie 1995 în timpul concertului de adio al formației Mashina trei tineri au fost zdrobiți mortal de căderea unei porți. Cinci dintre organizatorii festivalului au fost condamnati la sentințe de până la un an închisoare.

Pe teritoriul Aradului, la circa 9 km distanță spre Masada vest, se află satul Kfar Nokdim, sit turistic în stil biblic.

## Cultele religioase
Sunt reprezentate de iudaism.

### Învățământ religios
Religia și modul de viață religios sunt cultivate în școli religioase private si „independente” (haredite) - ale mișcării Shuvu (clasa 1-8) si ale hasidismului Gur (Ger),scolile Beit Yaakov și Kol Yaakov pentru băieți, respectiv pentru fete, iar în cartierul Halamish, ieșiva Lev Simha, tot a hasidimilor Gur și fondată de rabinul Itzhak David Teitelbaum din Londra, și liceul haredit de fete Beit Yaakov.
Sionismul religios este reprezentat de ulpanat Neot Avraham al mișcării Bnei Akiva - pentru fete, școala Tlalim.

### Locașuri de cult
Arad are 22 sinagogi, din care 11 așkenaze, 9 sefarde , una iemenită și una 
etiopiană.
Sinagogile centrale ale orasului, așkenază și sefardă, se afla în cartierul Yaalim.
O sinagogă conservativă Shirá hadashá se află in cartierul Rishonim.
În cartierele Avishur si Halamish functionează sinagogi ale hasidismului Gur ia in cartierul Yaalim - o sinagogă a hasidismului Habad.
A existat si o comunitate de  Israeliți africani evrei ai Ierusalimului și o mică comunitate creștină de „evrei mesianici”.   
În nord estul orașului apropape de drumul spre Masada se afla cimitirul evreiesc al orașului.

## Transport
Aradul beneficiază de un aeroport localizat în partea de sud a orașului și de o rețea de autobuze.

## Orașe înfrățite
Arad este înfrățit cu:
- Wilmington, Delaware, Statele Unite - 1973
- Calama, Regiunea Antofagasta, Chile
- Dinslaken, Renania de Nord-Westfalia, Germania - 1989
- Burlington, Vermont, Statele Unite - 1991

## Arad în media artistică
- 2015 - filmul documentar „Kaitz beArad” (Vara la Arad), regia: Anat Seltzer

## Personalități legate de Arad
- Amos Oz (1939–2018), scriitor

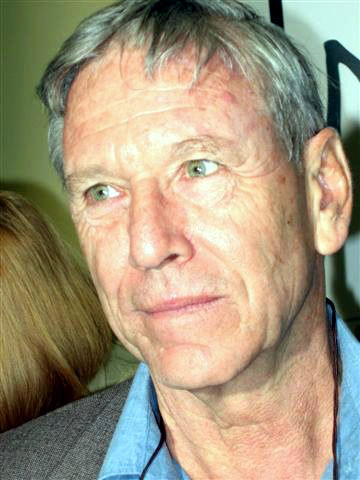
Scriitorul Amos Oz care a locuit la Arad

- Ruth Dorrit Yacoby(1952-2015) ,pictoriță și poetă
- Gal Hirsch (n. 1964), general
- Gabi Nitzan  - scriitor, a copilărit la Arad
- Tali Nitzan - poetă și traducătoare, a copilărit la Arad